# Pravá a levá ruka ďábla
Pravá a levá ruka ďábla je italský spaghetti western Enza Barboniho z roku 1969.
Terence Hill si v něm zahrál roli pistolníka Joea Trinityho, který je přezdíván Pravá ruka ďábla. Ten přichází do města, kde nedopatřením dělá šerifa jeho bratr, zloděj koní Bambino Trinity, kterému říkají Levá ruka ďábla (Bud Spencer). Bambino čeká na své komplice aby se mohl dát znovu na dráhu zloděje. Joe se ovšem rozhodne chránit mormonské osadníky, mezi kterými má dvě snoubenky, před podlými boháči. Bambíno mu musí pomoct. Naštěstí jsou oba mistrovští střelci a skvělí zápasníci.

## Obsazení
| Terence Hill      | Joe Trinity     |
| Bud Spencer       | Bambino Trinity |
| Steffen Zacharias | Jonathan        |
| Dan Sturkie       | otec Tobias     |
| Gisela Hahn       | Sára            |
| Elena Pedemonte   | Judi            |
| Farley Granger    | major           |